# Wieczysta Kraków
El Wieczysta Cracovia es un club de fútbol polaco de la ciudad de Cracovia, en el voivodato de Pequeña Polonia, fundado en 1942. Actualmente juega en la I Liga, la segunda categoría del fútbol polaco.

## Historia
Fue fundado en el año 1942 en la ciudad de Cracovia durante la Ocupación nazi en la Segunda Guerra Mundial y estaba prohibido organizar partidos de fútbol por la represión, aunque todavía se jugaban partidos de fútbol de manera clandestina.

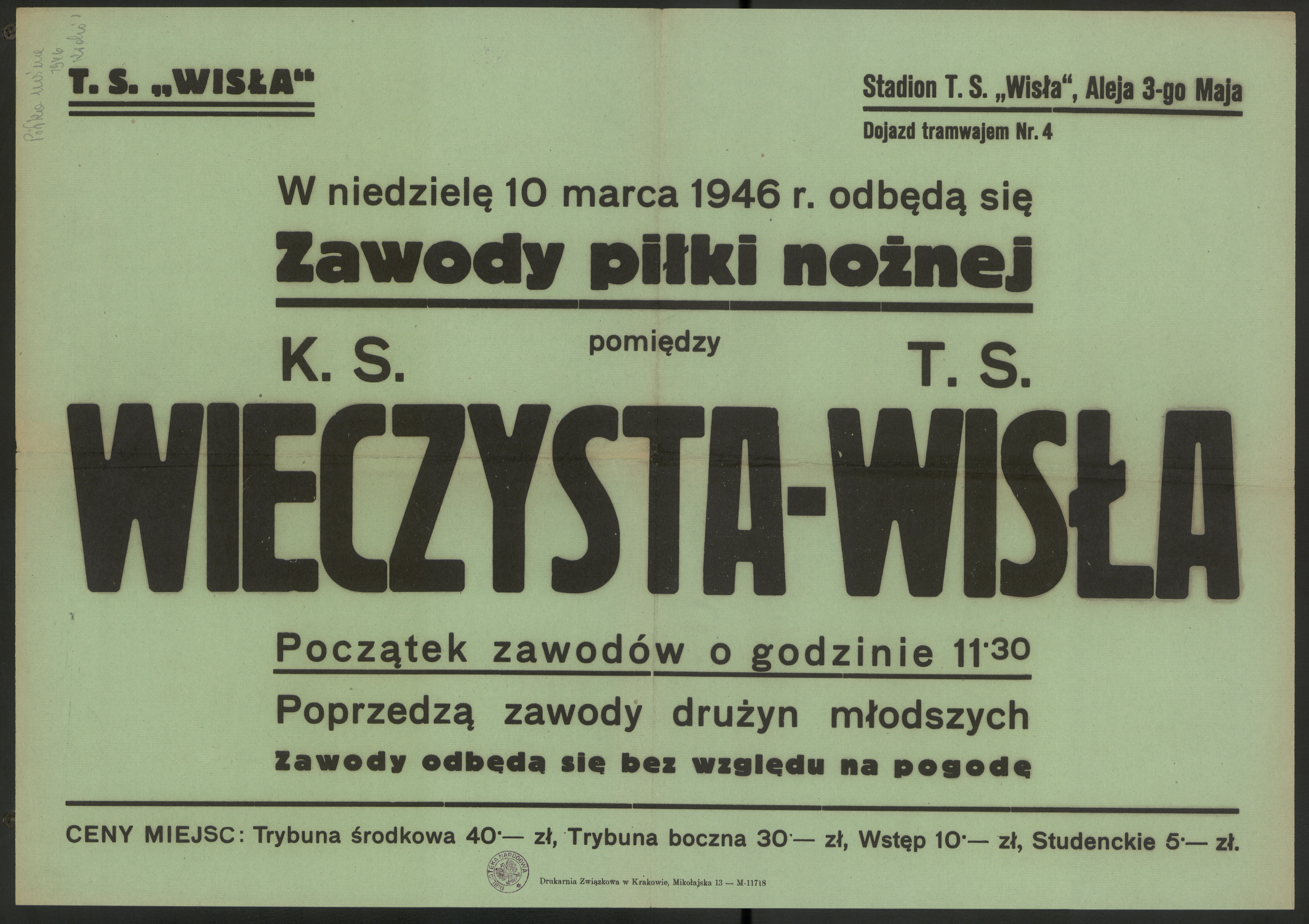
Poster de un partido amistoso del Wisła Cracovia en 1946.

Entre los años 1950 y años 1960 el Wieczysta Kraków pasaba entre la cuarta y quinta división nacional. En 1966 por la reorganización del sistema de ligas en Polonia se creó la III Liga, la nueva tercera división que estaba dividida en regiones. El Wieczysta Kraków pasó a jugar en la cuarta división, pero en 1968 descendió a la quinta división y al año siguiente volvió a descender. Durante el resto del siglo XX el club pasó en las ligas regionales.
En la temporada de 1997–98 jugaba en la IV liga luego de obtener el ascenso. El club descendió en 2002–03 tras seis temporada luego de terminar de último en la clasificación. En los siguientes 12 años el Wieczysta Kraków jugó en la Liga okręgowa, que era la quinta división hasta que en 2008 pasó a ser la sexta división por otra reforma al sistema de ligas en Polonia. En la temporada 2014/15 el club terminó en la posición 13 de la Liga okręgowa, por lo que descendió a la séptima división. En su primera temporada terminó en segundo lugar, pero fracasó en lograr el ascenso. Al año siguiente ganó la liga y regresó a la Liga okręgowa.
En 2021 gana el ascenso a la IV Liga como campeón del grupo II de la Liga Regional de Cracovia. Como el club aficionado con más dinero de Polonia en ese año, volvió a ser campeón de liga donde ganó los 28 partidos, anotó 216 goles y solo recibió 8. El 29 de septiembre de 2021 logra su primera victoria en un partido de la Copa de Polonialuego de vencer 2–1 al Chrobry Głogów de la I Liga y avanzar a la ronda de 32.
En la temporada 2021–22 el Wieczysta fue el líder con 93 puntos con solo una derrota en toda la temporada, con 11 puntos de ventaja sobre el segundo lugar Wiślanie Jaśkowice. Tenía que enfrentar al ganador del otro grupo de Małopolska, el filial del Bruk-Bet Termalica Nieciecza, ganado en partido de ida el 25 de } de 2022 en Cracovia por 4–0, todos los goles los anotó Maciej Jankowski. Wieczysta ganó el partido de vuelta por 3–0 para ganar en el global por 7–0 y ascender a la III Liga.
El 29 de agosto de 2022 luego de empatar de local ante el Stal Stalowa Wola, el entrenador Franciszek Smuda dejó al club. El 31 de agosto de 2022 Wieczysta quedó eliminado de la Copa de Polonia luego de perder 0–2 en la primera ronda ante el Radunia Stężyca. El 6 de septiembre de 2022 Dariusz Marzec es nombrado entrenador del Wieczysta, seguido por Wojciech Łobodzinski el 22 de marzo de 2023. El equipo cerro mal la temporada donde no ganó en cinco de los últimos seis partidos, con lo que se quedó fuera de posibilidades de ascender. El Wieczysta ganó la Małopolska Polish Cup ante el Spójnia Osiek-Zimnodół por 5–0, asegurando su participación en la Copa de Polonia 2023–24. El 14 de junio de 2023 la dirigencia del Wieczysta despidió a Łobodziński y el 15 de junio de 2023 lo reemplazó con Maciej Musiał.
Wieczysta mejoró la plantilla para la temporada 2023–24 con seleccionados nacionales como Michał Pazdan, Rafał Pietrzak y Jacek Góralski, y con veteranos como Saša Živec y Christoph Knasmüllner. Luego de ser eliminados de la Copa de Polonia al perder 0-1 el Wieczysta ganó cinco de los siguientes siete partidos. El 18 de agosto Maciej Musiał fue despedido de su cargo y reemplazado por Sławomir Peszko, exjugador del club.
El 18 de mayo de 2024 luego de vencer 1–0 al Świdniczanka Świdnik, combinado con la derrota del segundo de la tabla Siarka Tarnobrzeg, el Wieczysta aseguró el ascenso a la II Liga a falta de tres partidos para terminar la temporada.
En la temporada 2024–25 en la II Liga el Wieczysta quedaba fuera del ascenso directo. El 15 de junio de 2025 logra su segundo ascenso consecutivo luego de vencer al Chojniczanka Chojnice por 2–0 en la final del play-off de ascenso.

## Palmarés
- III Liga - Grupo IV: 1

2023–24
- IV liga - Grupo de Polonia Occidental: 1

2021–22
- Klasa okręgowa - División de Cracovia, Grupo II: 1

2020–21
- Klasa A - División de Cracovia, Grupo II: 1

2016–17
- Polonia Menor (regional): 3

2020–21, 2021–22, 2022–23
- Distrito de Cracovia: 2

2019–20, 2020–21